# Konami Mystic Warriors Based Hardware
Konami Mystic Warriors Based Hardware es una placa de arcade creada por Konami destinada a los salones arcade.

## Descripción
El Konami Mystic Warriors Based Hardware fue lanzada por Konami en 1993.
Posee un procesador 68000 y chips de video 054157 054156 055673 053246 055555.
En esta placa funcionaron 6 títulos.

## Especificaciones técnicas

### Procesador
- 68000

### Video
Chips de Sonido:
- - 054157 054156 055673 053246 055555

## Lista de videojuegos
- Gaiapolis / Entapous
- Kyukyoku Sentai Dadandarn / Monster Maulers / Brain Busters
- Martial Champion
- Metamorphic Force
- Mystic Warriors
- Violent Storm